# Luctuosissimi eventus
Luctuosissimi eventus  è la XXXIII enciclica di papa Pio XII, pubblicata il 28 ottobre 1956.
Ai tragici eventi che sconvolsero l'Ungheria, Pio XII dedica tre brevi encicliche. Con la Luctuosissimi eventus  invita la cristianità intera a indire pubbliche preghiere per fare ottenere al popolo ungherese, sconvolto da sanguinosa strage, la pace fondata sulla giustizia.